# 구라하시가
구라하시가(일본어: 倉橋家 구라하시케[*])는 아베씨 쓰치미카도가 서류의 당상가이다. 26개 반가 중 하나이다.

## 개요

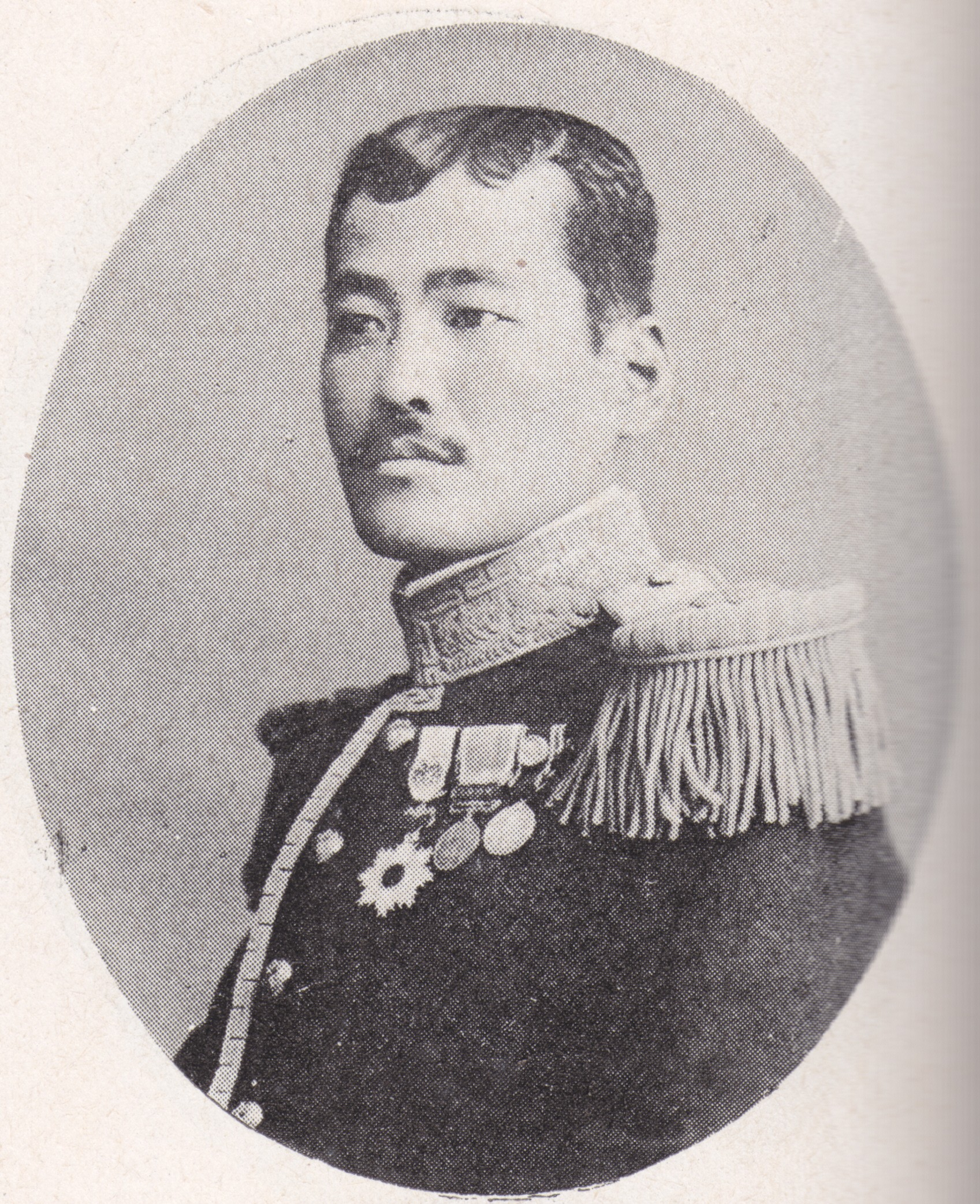
마지막 자작 구라하시 야스마사 사진

게이초 17년 (1612년), 아베노 세이메이의 후예인 음양두 (종3위 비참의) 쓰치미카도 히사나가의 차남 야스요시가 분가하여 "구라하시"(倉橋)로 칭한 것이 시작이었다.
구라하시는 먼 선조 아베노 우치노마로의 이름을 딴 것으로 알려져 있다.
초대 민부쿄 야스요시 이후, 대대로 음양도를 가업으로 하여, 에도 시대의 고쿠다카는 150석이었지만, 10대 당주 민부쿄 야스아키때 메이지로 바뀌며, 화족에 올랐고, 야스테루가 자작의 작위를 받았다. 1920년 12월, 야스마사의 후계가 미성년 딸 미사코만 남았기 때문에 작위를 반납했다. 야스마사의 사촌형인 야스타카는 작위를 잇지 않았지만, 그 후손들이 데릴사위 상속을 거치긴 했지만 쿠라하시가로써 현존하고 있다.
가문의 문장은 쓰치미카도가를 본떠 "아게보쵸 (호랑나비)", 보리사는 "진여당"이다. 에도 시대 때의 거처는 "사카이초미카도가이"였다.
또한, 아베노 세이메이의 남계 혈맥은 우다 겐지 아야노코지가의 아들로 쿠라하시가의 양자가 된 아리요시 (1738년 ~ 1784년)의 대에 단절되어있다. 쿠라하시가의 현재 당주 구라하시 스미노부는 센고쿠 시대 아베씨 적류 당주 쓰치미카도 아리나가부터 세어 4차례 여계를 거친 14대손에 해당한다.